# Secrets of the Magick Grimoire
Secrets of the Magick Grimoire è il nono album in studio del gruppo musicale folk/power metal italiano Elvenking, pubblicato il 10 novembre 2017 dalla AFM Records. L'album è stato anticipato dalla pubblicazione di 3 singoli Draugen’s Maelstrom, The Horned Ghost and the Sorcerer e Invoking the Woodland Spirit.

## Tracce
1. Invoking the Woodland Spirit – 6:02 (Aydan, Damna)
2. Draugen’s Maelstrom – 4:24 (Aydan, Damna)
3. The One We Shall Follow – 4:25 (Aydan, Damna)
4. The Horned Ghost and the Sorcerer – 4:36 (Aydan, Damna)
5. A Grain of Truth – 5:16 (Aydan, Damna)
6. The Wolves Will Be Howling Your Name – 5:55 (Aydan, Damna)
7. 3 Ways to Magick – 4:35 (Aydan, Damna)
8. Straight Inside Your Winter – 6:19 (Aydan, Damna)
9. The Voynich Manuscript – 4:34 (Aydan, Damna)
10. Summon the Dawn Light – 4:57 (Aydan, Damna)
11. At the Court of the Wild Hunt – 7:40 (Aydan, Damna)
12. A Cloak of Dusk – 2:24 (Rafahel)

## Formazione
- Damna – voce
- Aydan – chitarra
- Rafahel – chitarra
- Jakob – basso
- Lancs – batteria
- Lethien – violino